# Milícia (Iugoslávia)
A Milícia da República Socialista Federativa da Iugoslávia (em servo-croata:  Milicija SFR Jugoslavije / Милиција СФР Југославије) foi uma agência de aplicação da lei da República Socialista Federativa da Iugoslávia de 1944 a 1992. A Milícia estava subordinada à Secretaria Federal de Assuntos Internos (em servo-croata:  Savezni sekretarijat unutrašnjih poslova / Савезни секретаријат унутрашњих послова).
Formada durante a Segunda Guerra Mundial na Iugoslávia em territórios controlados pelos Partisans Iugoslavos, em diferentes épocas foi denominada Guarda Partisan, Guarda Camponesa, Defesa Popular etc. Em 1944 foi denominada Milícia Popular, e em 1966 Milícia.

## Visão geral
Os deveres da Milícia incluíam proteger a vida e a liberdade pessoal dos cidadãos, a propriedade pública e privada, manter a ordem e a paz públicas, a segurança pública, prevenir violações da ordem pública, investigar casos criminais e neutralizar criminosos, bem como outros deveres fornecidos pela Iugoslávia leis. A Milícia estava armada com armas leves de alta qualidade e equipada com equipamentos técnicos e uniformes de última geração. A organização da Milícia e a atuação de seus funcionários obedeceram aos princípios da autogestão dos trabalhadores. 
Ao contrário dos militares da Iugoslávia, o Exército Popular Iugoslavo (JNA), a Milícia foi organizada de forma descentralizada, numa base territorial.  A estrutura das formações da Milícia era a seguinte: ramo – setor – pelotão – companhia – batalhão – destacamento – brigada. A Milícia realizou cooperação com o JNA e sua polícia militar; em caso de guerra, a Milícia fazia parte da Defesa Territorial. 

## História
Em 13 de maio de 1944, foi criado o Departamento de Proteção do Povo (OZNA) e, em 15 de agosto de 1944, foi formado o Corpo de Defesa Popular da Iugoslávia (KNOJ), que representava unidades operacionais da OZNA. Até à dissolução da Iugoslávia no início da década de 1990, o dia 13 de Maio era comemorado como o Dia da Segurança. O treinamento dos primeiros membros da Milícia começou imediatamente após a libertação de Belgrado: inicialmente, os oficiais da Milícia patrulhavam as ruas, serviam como guardas e guias, e eram-lhes atribuídas metas e objetivos pelos membros do KNOJ e pelos comandantes do Exército Iugoslavo. Os oficiais da Milícia não tinham uniforme próprio, o único sinal de diferença era uma faixa no formato da bandeira da Iugoslávia com as palavras "NM" na estrela vermelha. 

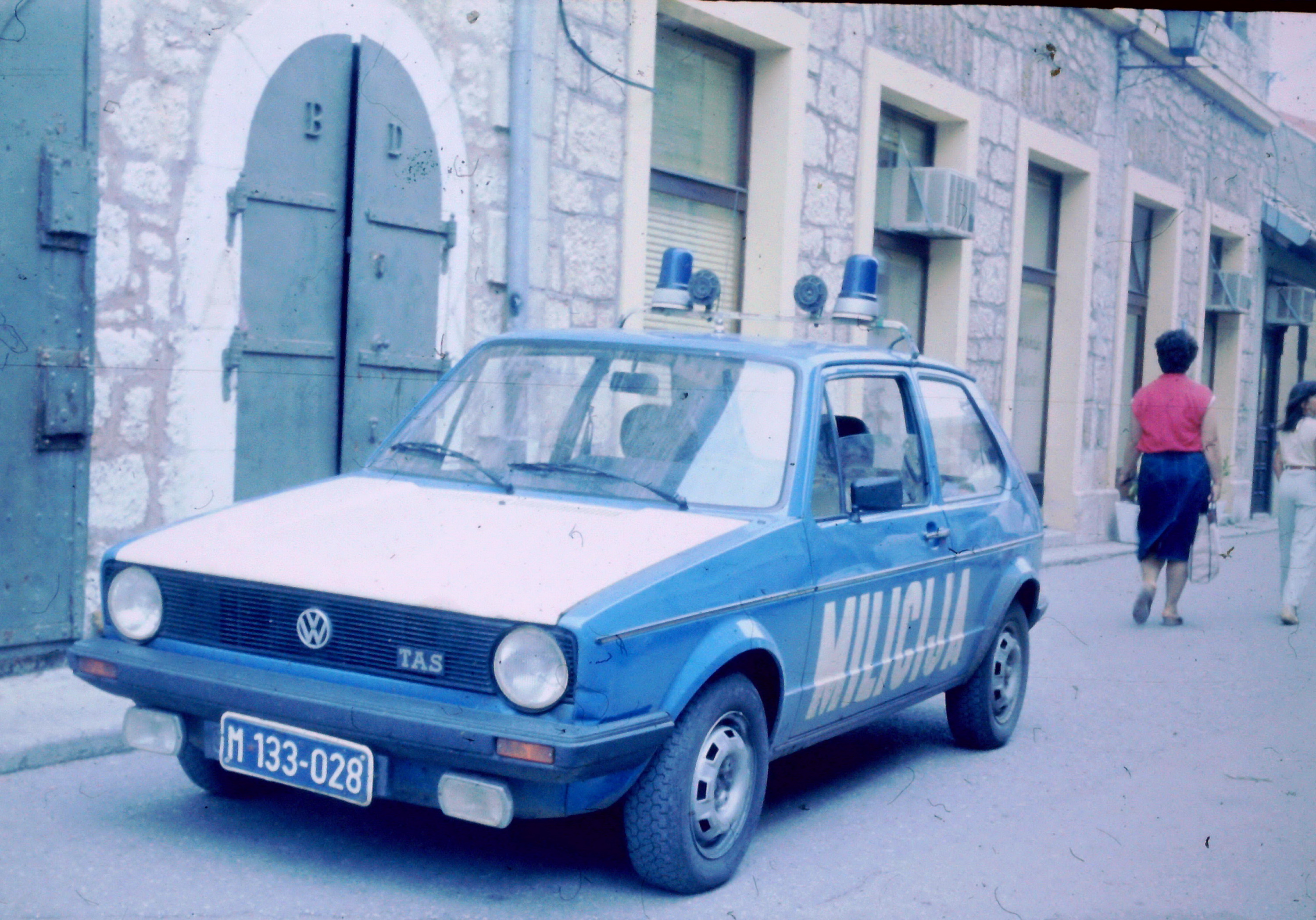
Um VW Golf I da milícia iugoslava estacionado em uma rua de Mostar, Bósnia e Herzegovina, 1985.

De acordo com a Constituição Iugoslava de 1946, o Ministério Federal do Interior era composto pela Diretoria da Milícia Popular, pelo Comando da Milícia Popular, pela Diretoria de Segurança Pública e pelo Serviço de Segurança do Estado. Após a transferência do OZNA para o Ministério Federal da Administração Interna, foi formada a Diretoria de Segurança do Estado (UDBA). A estrutura militar, o uniforme e as patentes militares foram aprovados. As reformas constitucionais de 1953 significaram a renomeação formal dos ministérios para secretarias, e assim surgiram a Secretaria Federal de Assuntos Internos e as secretarias de assuntos internos em nível de república. 

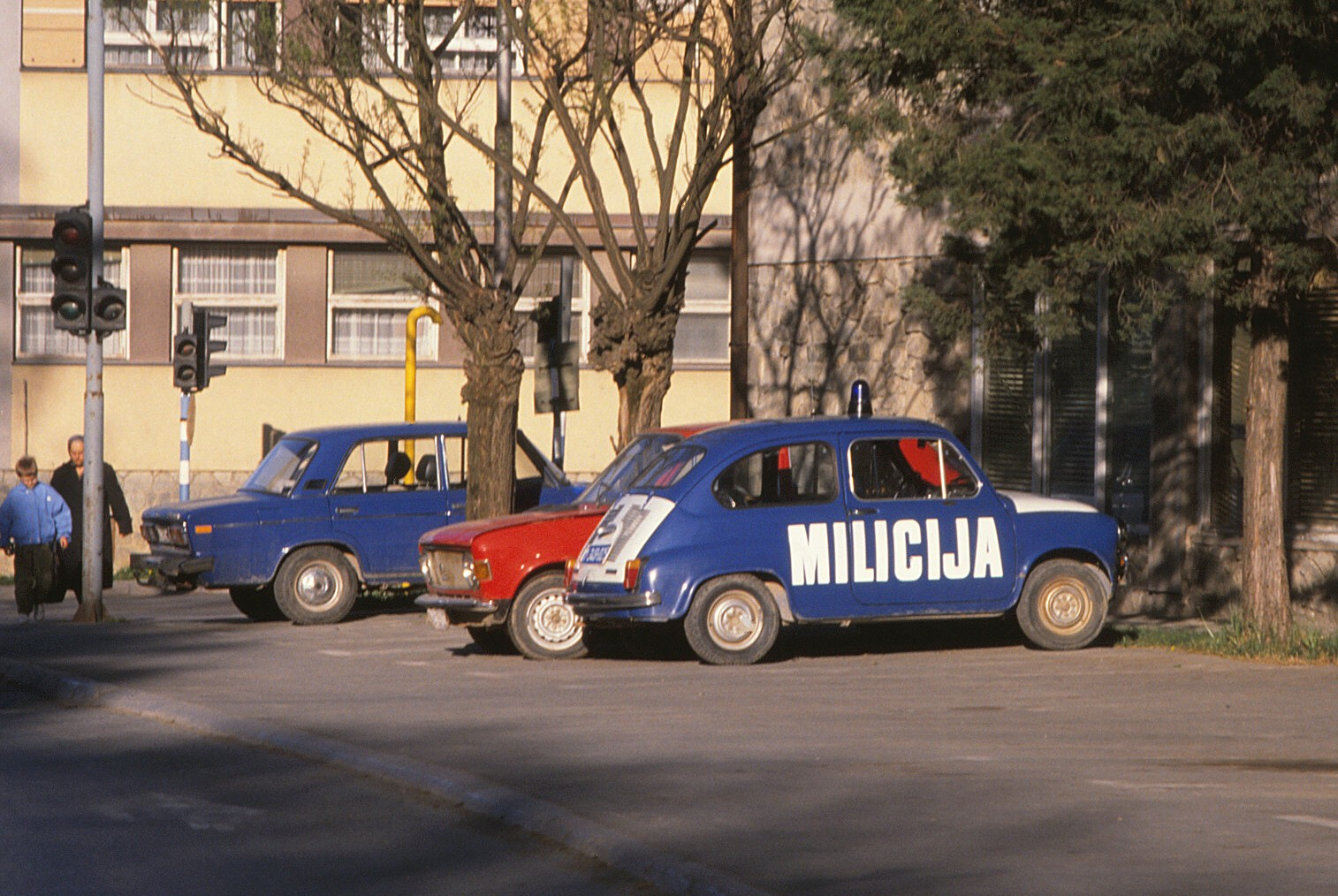
Uma milícia iugoslava Zastava 750/850 em um estacionamento, 1989.

No decorrer da desmilitarização da Secretaria Federal, a UDBA deixou de ser uma unidade militarizada, as unidades operacionais do KNOJ foram dissolvidas e suas tarefas recaíram sobre as unidades de guarda de fronteira do Exército Popular Iugoslavo e da Milícia Popular. Na Milícia Popular, o sistema de insígnias mudou, os oficiais foram autorizados a usar roupas civis fora do serviço e os números de serviço foram representados em um distintivo niquelado. Os equipamentos e armas eram diversos: os oficiais usavam equipamentos capturados e alugados. 
Em 1956, foi adoptada a primeira Lei dos Órgãos da Administração Interna no âmbito da descentralização. Uma parte significativa dos assuntos internos foi colocada à disposição das repúblicas autónomas e das unidades administrativo-territoriais. A Constituição Iugoslava de 1963 e a Lei Básica do Serviço de Assuntos Internos de 1964 deram continuidade ao processo de descentralização, formando os órgãos básicos de assuntos internos a nível municipal. 
Após o plenário de Brijuni do Comitê Central da Liga dos Comunistas da Iugoslávia em 1966, no qual Aleksandar Ranković (Vice-presidente da Iugoslávia e ex-ministro federal do Interior) foi demitido de seus cargos, uma nova Lei Básica de Assuntos Internos foi adotada. Isto levou ao colapso de todo o sistema unificado de segurança estatal da RSF Iugoslávia. A partir de então, o Serviço de Segurança Pública e o Serviço de Segurança do Estado passaram a tratar da corregedoria interna. 
O primeiro grupo era formado pela Milícia Popular, responsável pelo combate ao crime, pela segurança do trânsito e pela proteção das fronteiras. A Milícia Popular passou a ser chamada simplesmente de Milícia e, após uma série de mudanças de pessoal e organização, a Milícia passou a fazer parte do Serviço de Segurança Pública. Despojadas de seu status militar, as fileiras policiais de estilo europeu foram posteriormente adotadas pela força republicana. A primeira versão das classificações correspondia às funções e responsabilidades dos detentores de classificação. 
Após as alterações à Constituição de 1971, a adopção da Constituição Iugoslava de 1974 e de novas leis, o processo de descentralização da Milícia foi interrompido. As secretarias republicana e provincial estavam empenhadas em equipamentos e armamentos. Os órgãos da Província Socialista Autônoma da Voivodina e Província Socialista Autônoma do Kosovo funcionavam com base em leis provinciais, embora ambas as regiões fizessem parte da República Socialista da Sérvia. Ao contrário de outros serviços de segurança, cuja responsabilidade incluía apenas repúblicas e províncias, os serviços de segurança pública atuavam no conceito de autodefesa pública e num sistema de segurança fragmentado. 
Em essência, as relações entre os departamentos federal, republicano e provincial do Ministério Federal da Administração Interna baseavam-se nos princípios de acordos, assistência e cooperação no trabalho, e não em princípios hierárquicos com subordinação. Tal sistema descentralizado com elementos não profissionais em 1972 mostrou toda a sua fraqueza, quando um grupo diversionista da Irmandade Revolucionária Croata (conhecido como grupo Bugojno) penetrou no território iugoslavo.  Nesse sentido, em 1972, 1977 e 1979 foram aprovadas leis sobre a formação de forças-tarefa policiais militarizadas e das primeiras forças especiais do Ministério Federal da Administração Interna. Neste sentido, as antigas insígnias correspondentes às funções e responsabilidades foram substituídas por um novo sistema de patentes policiais. 
As diferenças no financiamento e na descentralização levaram a grandes diferenças na organização da Milícia e nos órgãos do Ministério Federal da Administração Interna. No nível federal havia o Ministério Federal de Assuntos Internos. Aos níveis republicano e provincial existiam, respectivamente, secretariados republicanos e provinciais de assuntos internos. A nível regional (consoante se tratasse de uma república ou de uma província) existiam diferentes órgãos: a Secretaria da Administração Interna, a Secretaria Mista da Administração Interna, a Secretaria Intermunicipal da Administração Interna, o Centro de Segurança Pública e o Centro de Segurança. A nível municipal, dependendo da dimensão do município, existiam a Corregedoria, a esquadra da Milícia,  ramo da Milícia, etc.
Como resultado da dissolução da Iugoslávia em 1991-92 e do início das Guerras Iugoslavas, a Milícia unificada da RSF Iugoslávia deixou de existir e forças policiais separadas foram estabelecidas em cada uma das antigas repúblicas iugoslavas.

## Estrutura
| {{{caption}}}          |
| Estrutura de 1946–1953 |

| {{{caption}}}          |
| Estrutura de 1953–1967 |

| {{{caption}}}          |
| Estrutura de 1967-1976 |

| {{{caption}}}          |
| Estrutura de 1976–1991 |